# Ribagorça grófság

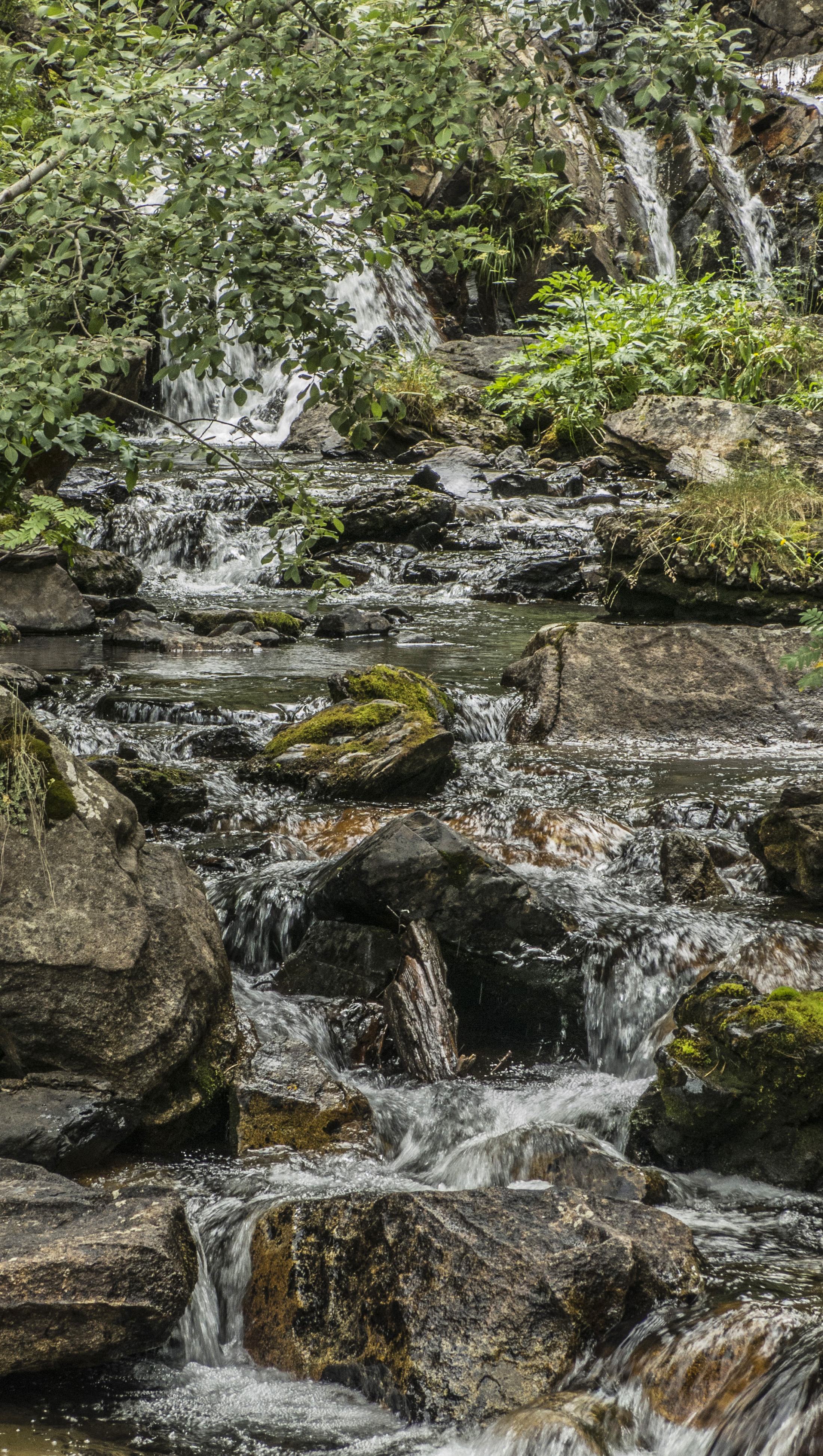
Aigüeta zuhatagai az Estós völgyében

Ribagorça grófság a történelmi Marca Hispanica frank tartomány egyik grófsága volt Katalóniában, majd Aragónia része lett. Területe nagyjából azonos volt a mostani Ribagorça természetföldrajzi tájegységével Katalónia (Alta Ribagorça) és Huesca tartomány (Ribagorza járás) határvidékén.
Fővárosa Benabarre volt a mai Ribagorza járásban. Az 1083-ban alapított ribagorçai egyházmegye székhelye Roda de Isábenában van.
Területének zöme hegyvidék (a Pireneusok és előhegyei). A grófságról, illetve tájegységről kapta nevét a Noguera Ribagorçana folyó.

## Történelme
A grófság elődét — akárcsak a hegység szomszédos grófságainak előképeit valószínűleg már a vizigótok megszervezték, a mórok pedig 716 (a Pireneusok elfoglalása) után többé-kevésbé formálisan emírséggé alakították át. I. (Nagy) Odo akvitán herceg 721 után visszafoglalta és a baszk hercegséghez csatolta.

### Kialakulása

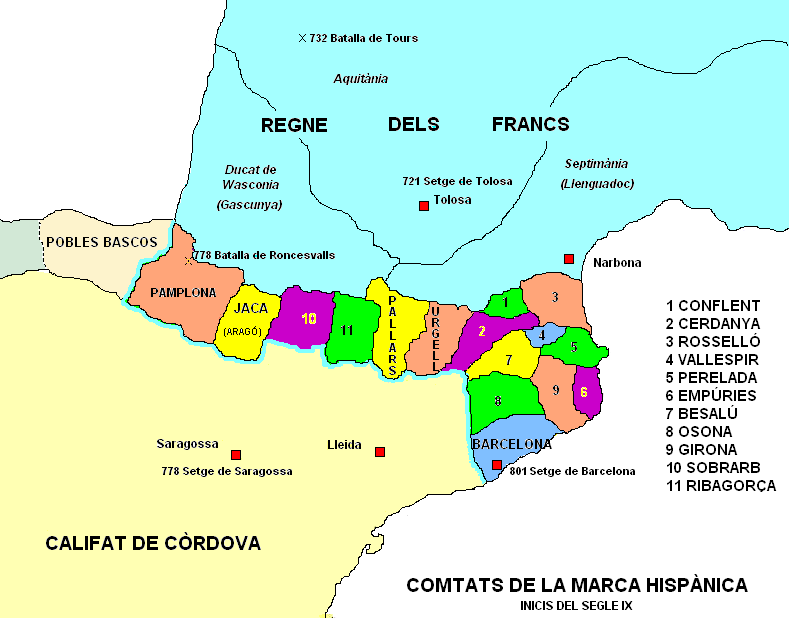
Marca Hispanica grófságai a 9. század elején

Ezután a területen viszonylagos béke volt Kis Pipin 752–761-es hadjáratáig. Pipin 759-ben elfoglalta Narbonne-t, majd Roussillont, és ezzel a mórok elveszítették a Pireneusoktól északra meghódított területeiket. A Pireneusok hegylánca vált Andalusz és a Frank Birodalom határvidékévé.
778-ban Nagy Károly az I. Abd ar-Rahman córdobai emír ellen lázadó emírek hívására átkelt a hegyvidéken, de vereséget szenvedett, és kénytelen volt visszavonulni. Az általa átmenetileg megszállt területek többségét a mórok gyorsan visszafoglalták.
A baszkokkal meglehetősen ellenséges Chorso toulouse-i gróf (vagy már herceg) 781-ben grófságába kebelezte Pallarsot és Ribagorçát.
II. Lupus baszk herceg Adalrik (Odalric) nevű fia azonban 787-ben vagy 789-ben elfogta Chorsót, majd olyan megegyezést erőszakolt ki Nagy Károllyal, amelynek értelmében Károly leváltotta Chorsót tisztségéből, és helyére a királyi család egy tagját nevezte ki — ő későbbi tettei miatt szent Vilmos néven vált ismertté. A toulouse-i grófság (tehát Akvitánia) területéből kivették a vitatott grófságokat, de nem adták vissza ezeket a baszkoknak, hanem az újonnan alakított Marca Hispanica tartományba olvasztották őket.

### Az önállósulás

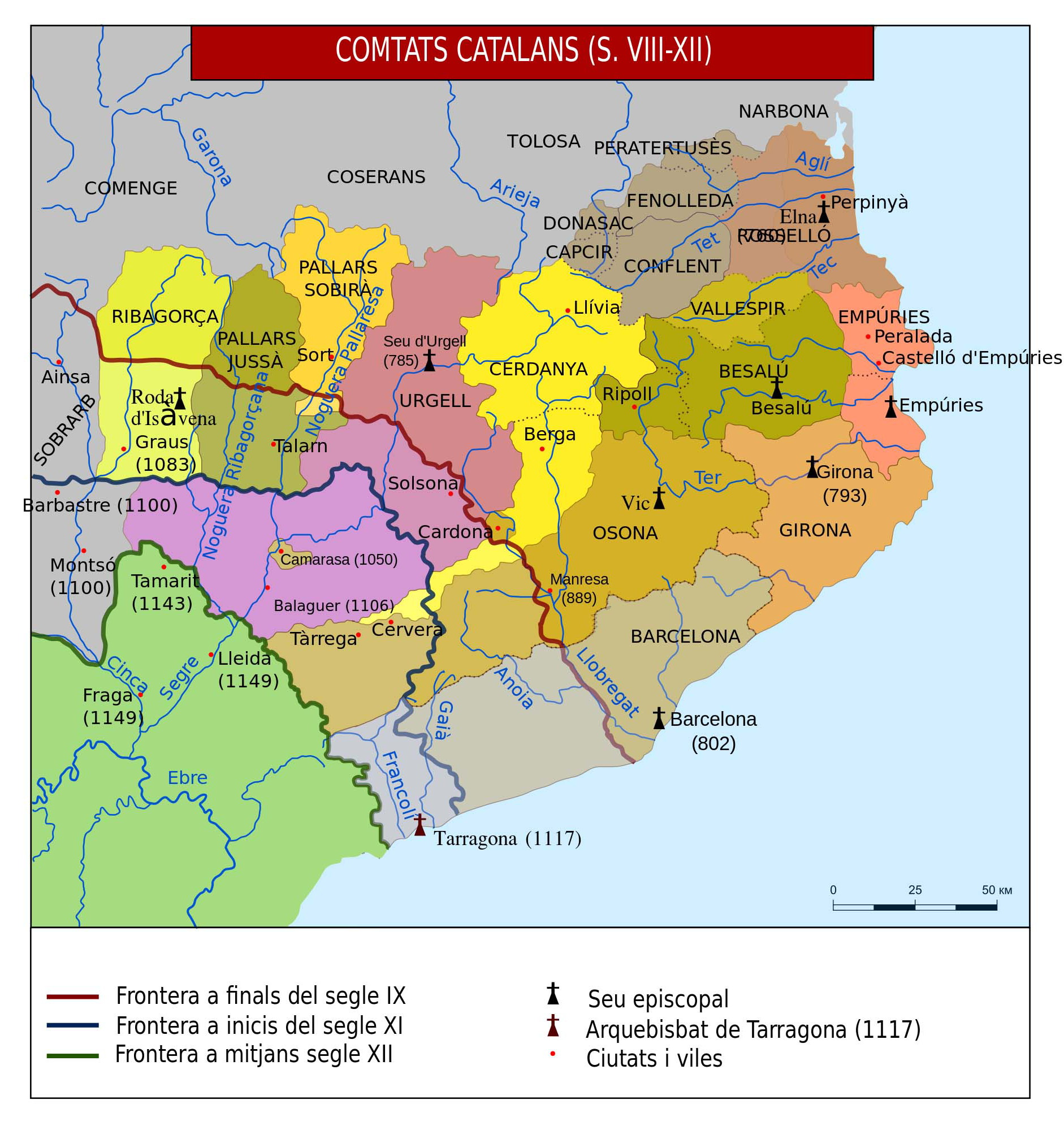
Katalónia grófságai a 8–12. században és a Córdobai Kalifátus összeszorulása

A függetlenséghez vezető út Pallars grófság történetében olvasható.

### A független grófság

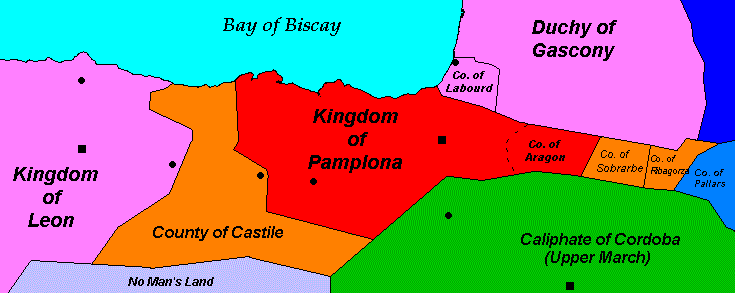
Kasztília, Pamplona (Aragóniával), Sobrarbe és Ribagorza 1000 körül

A Pamplonai Királyság 1035-ben, III. Sancho halálakor

Katalónia grófságai 1131-ben

I. Rajmund halála után Pallars és Ribagorça különvált. Ribagorça a 10. század elején dinasztikusan egyesült Sobrarbe grófsággal, amikor I. Bernát ribagorçai gróf feleségül vette II. Galindo Aznárez lányát, Aragóniai Toda Galíndezt. A 10/11. század fordulóján a sorozatos mór támadások miatt Sobrarbe elnéptelenedett, sőt, egy időre újra mór fennhatóság alá is került. Sobrarbét 1015-ben, majd Ribagorçát 1018-ban III. (Nagy) Sancho pamplonai király foglalta el. A két grófságot harmadik fiára, Gonzalóra hagyta. Ebből az alkalomból a két grófságot összevonta és királysággá minősítette, így Gonzalo Sobrarbe és Ribagorça királya Ez azonban nem tartott sokáig, mert féltestvére, I. Ramiro aragóniai király (egyes források szerint Gonzalo halála után, 1045-ben, mások szerint már életében, 1043-ban) bekebelezte a grófságokat. Ezután a grófságot és vele a titulust hosszú ideig Aragónia királyai örökölték. Az utolsó ilyen uralkodó II. Jakab (1291–1327) volt.

### Aragónia részeként
1322-ben újraszervezték a grófságot, hogy azt Empúriessel és Pradessel együtt Péter (1322–1381), a király negyedik törvényes fia örökölhesse. Ebben a formában a grófság 1598-ig állt fenn.

## Ribagorça grófjainak listája
- I. Rajmund (Raymond, 872–920), Lupus bigorre-i gróf fia. Két idősebb fia Ribagorçát, a két fiatalabb Pallarsot örökölte;
- Miro (920–?), I. Rajmund fia. Fivérével, I. Bernáttal közösen uralkodott;
- I. Bernát (920 – 950/955), házassága révén Sobrarbe grófja is;
- II. Rajmund (950/955 – 970), I. Bernát fia;
- Humfred (II) (970–979), II. Rajmund fia
- Arnold (979–990), II. Rajmund fia
- Isarn (990–1003), II. Rajmund fia
- Tota (1003–1010), II. Rajmund lánya
- Kasztíliai Sancho García hódító hadjárata után a grófságot felosztották:
  - Vilmos (1010–1018), Isarn törvénytelen fia
  - Mayor García (1010–1025), II. Rajmund unokája, Sancho nővére – 1019/20-ig megosztotta a hatalmat, majd a puszta a címet férjével.
  - III. Rajmund, (1010–1025), távoli rokon (szintén I. Rajmund leszármazotta), Mayor García férje – a címet válásukig, 1019/20-ig viselte, majd magának követelte azt
- III. Sancho, Pamplona királya (1018–1035) – előbb a Vilmos-féle rész trónját szerezte meg, majd erővel hódította meg a grófság másik felét. Felesége, Kasztíliai Muniadona Mayor, Mayor García unokahúga és örököstársa, II. Rajmund gróf ükunokája volt.
- Gonzalo (1035–1045), III. Sancho legkisebb törvényes fia. Egyes iratokban regulus (azaz ifjabb király), másokban mint rex, azaz Ribagorça (Ribagorza) és Sobrarbe királya titulussal szerepel.
- I. Ramiro uralkodása alatt Aragónia (egyes források szerint Gonzalo halála után, 1045-ben, mások szerint már életében, 1043-ban) bekebelezte a grófságokat.
  - Sancho Ramírez (* 1043 előtt, † 1105 és 1110 novembere között), Ribagorça következő grófja (1063-tól) I. Ramiro törvénytelen fia, akit épp úgy Sanchónak (Sancho Ramíreznek) hívtak, mint féltestvérét, aki a királyság trónját örökölte.
  - I. Péter, Aragónia és Navarra királya (1094–1104) tisztázatlan körülmények között már apja, Sancho Ramírez király életében Ribagorça és Sobrarbe grófja lett. Sancho García nevű fia Aibar városát örökölte.
  - Péter (Peter, 1322–1381), II. Jakab aragóniai király negyedik törvényes fia, Ribagorça, Empúries és Prades grófja;[2]
  - IV. Alfonz, Ribagorça grófja (1381–1412), Ribagorça grófja, Péter fia;
  - V. Alfonz, Ribagorça grófja (1412–1425) — IV. Alfonz fia, II. Alfonz néven Gandía hercege. Halála után a címet ismét Aragónia királyai viselték;
  - VI. Alfonz (1469–1485), II. János aragóniai király törvénytelen fia;
  - János (1485–1512), VI. Alfonz törvénytelen fia
  - VII. Alfonz (Alfonso, 1512–1533), János fia
  - Márton (Martin, 1533–1565 és 1573–1581 között), Alfonz fia
  - János (1565–1573), Márton fia
  - Ferdinánd (Ferdinand, 1581–1592), Márton fia
  - Ferenc (Francis, 1592–1598), Márton fia

## Fordítás
- Ez a szócikk részben vagy egészben  a   County of Ribagorça című angol Wikipédia-szócikk ezen változatának fordításán alapul.  Az eredeti cikk szerkesztőit annak laptörténete sorolja fel. Ez a jelzés csupán a megfogalmazás eredetét és a szerzői jogokat jelzi, nem szolgál a cikkben szereplő információk forrásmegjelöléseként.
- Ez a szócikk részben vagy egészben  a   Ribagorça című angol Wikipédia-szócikk ezen változatának fordításán alapul.  Az eredeti cikk szerkesztőit annak laptörténete sorolja fel. Ez a jelzés csupán a megfogalmazás eredetét és a szerzői jogokat jelzi, nem szolgál a cikkben szereplő információk forrásmegjelöléseként.